# Кимбая (язык)

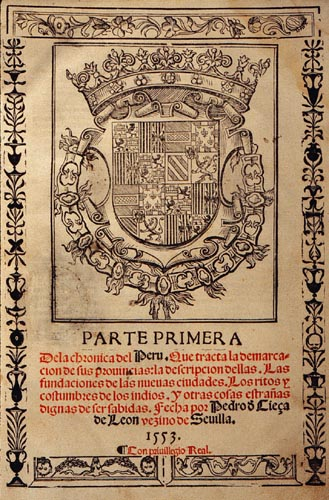
Первая часть книги «Хроника Перу», впервые описывающая этносы Южной Америки (1553).

Кимбая — язык индейцев провинции и долины Кимбая.

## История
Как пишет хронист Сьеса де Леон: «Они сведущи и рассудительны, а некоторые — великие колдуны. Они устраивают вместе праздники в своё удовольствие: после того, как выпьют, образуется группа женщин по одну сторону и другая — по другую. То же самое делают мужчины, юноши так же не остаются пассивными и то же учувствуют в этом, и они набрасываются друг на друга, произнося сонет: „бататабати, бататабати“, то есть „а ну, сыграем!“. И так со стрелами и шестами начинается игра, заканчивающаяся впоследствии множеством раненных и несколькими убитыми. Из своих волос они делают большие круглые щиты, беря с собой их, когда идут сражаться на войну. Люди они были непокорные и чрезвычайно сложные для завоевания, пока старые касики не были осуждены. Ведь чтобы убить нескольких, многого не требовалось, главное было добыть у них это злосчастное золото, и по иным причинам, о которых будет сообщено в своём месте.
Когда они выходили на свои праздники и развлечения на какую-нибудь площадь, то все индейцы соединялись, а два из них с двумя барабанами наигрывали мелодию: опередив других, они начинают плясать и танцевать, и все им подражают, неся каждый в руке большой кувшин вина, поскольку пить, петь и плясать, — все это им доводится делать одновременно. Их певцы на свой лад произносят [слова о] нынешних трудностях, и пересказывают о событиях прошлого своих предков. У них нет никакой веры: они общаются с дьяволом, как и остальные».